# Neosalanx
Neosalanx é um género de peixe da família Salangidae.

## Espécies
Este género contém as seguintes espécies:
- Neosalanx anderssoni (Rendahl, 1923)
- Neosalanx argentea (Lin, 1932)
- Neosalanx brevirostris (Pellegrin, 1923)
- Neosalanx hubbsi Wakiya & Takahashi, 1937
- Neosalanx jordani Wakiya & Takahashi, 1937
- Neosalanx oligodontis Chen, 1956
- Neosalanx pseudotaihuensis Zhang, 1987
- Neosalanx reganius Wakiya & Takahashi, 1937
- Neosalanx taihuensis Chen, 1956
- Neosalanx tangkahkeii (Wu, 1931)